# Antonio Soncini
Antonio Soncini (Parma, 13 febbraio 1938 – Parma, 18 giugno 2018) è stato un calciatore e allenatore di calcio italiano, di ruolo centrocampista.

## Carriera
Disputa in totale dieci campionati di Serie B tra il 1959 ed il 1969 con le maglie di Parma, Alessandria, Salernitana e Modena, totalizzando complessivamente 214 presenze e 10 reti nella serie cadetta.
Chiude la carriera con il Parma con cui conquista una promozione in Serie C nella stagione 1969-1970.

## Palmarès

### Giocatore

#### Competizioni nazionali
- Serie D: 1

Parma: 1969-1970